# 内克塔内布一世
内克塔内布一世（英語：Nectanebo I）古埃及第三十王朝首任法老（公元前380年—公元前362年在位），成功地反击了波斯人于公元前373年再次统治埃及的企图。他登上王位时面临波斯人入侵，波斯人22万军队向埃及挺进。埃及人最初受挫，但由于波斯大将法尔纳巴佐斯优柔寡断，埃及人得以集结军队，在三角洲门德斯附近从侧面包围入侵者，迫使敌军撤退。他在位时期大兴土木，艺术也极为繁荣。